# あの人は今!?
あの人は今!?（あのひとはいま!?）は、日本テレビ系で1995年から2007年までの12年間に放送されたスペシャルバラエティ番組である。

## 概要
かつて一世を風靡した有名人を捜索し、追跡する番組である。1995年春の特番期から始まり、春・秋・年末年始の特番期としてスーパースペシャル枠などで毎回放送されて高視聴率を獲得したが、次第にマンネリ化やネタ切れが巷間され、2006年1月（第29回）を最後に放送されていなかったが、2007年3月22日（第30回）に約1年ぶりに放送された。1990年代後半から2000年代前半にかけて他局も同趣旨の番組を制作した。
12年間で一度取り上げた人物のその後や死去の際は追悼コーナーを設けた。複数回登場した常連がおり、番組でリポーターを務めたタレントが後に過去の人として取り上げられたこともあった。
テーマに沿って過去に捜索した映像などを4、5組紹介した上で、その回の捜索対象となる有名人をクイズ形式で紹介し、正解が出ると捜索の模様を収録した映像が放送される。番組がリニューアルしてからは、捜索映像なしでスタジオに登場する形式に変わった。
リニューアル前は、目的の人物やグループを捜索中にその地に関連する人物が飛び入り出演した事例もある。ハリウッドでのショー・コスギ、オクラホマ州でのランディ・バース、パリでの加藤紀子、ニューヨークでの兵藤ゆき、台湾でのシャドウ・リュウ、目黒での保積ペペ、熊本でのばってん荒川、横浜での山口美江、仙台でのさとう宗幸、宮路年雄などが該当する。その人物が捜索対象発見への鍵を握っている場合がある。
第30回（2007年3月）以降一度も放送されていなかったが、2011年10月より同局の特別番組『くりぃむしちゅーの最強アイドル大百科』で同名の企画が放送されている。2011年8月5日に「あの人は今!?」を引き継いだ後継企画「ザ・追跡スクープ劇場」が始まるが2年で終了。2015年11月15日から後継企画「衝撃のアノ人に会ってみた!」が放送中。
1998年春の第9回放送テロップによれば、日本テレビ生田スタジオの第3スタジオから放送されていた。

## 司会
- 草野仁（第1回 - 第30回）
- 山田邦子（第1回 - 第30回）
- 関根麻里（第30回のみ）

## パネリスト
- アグネス・チャン：リポーターとして横山昭二を捜索
- うつみ宮土理
- 賀集利樹
- 小柳ルミ子
- 斉藤慶子
- 鈴木早智子
- 鈴木史朗
- 高橋英樹
- 田代まさし（有名人あてクイズでは必ずといっていいほどボケまくっていたが、自身の逮捕によって出演しなくなる。）
- 林家こぶ平（現・林家正蔵）
- 松島トモ子（パネラー兼リポーターとして最多出演）：リポーターとしてミハイル・ゴルバチョフ、オリバー君などを捜索
- 峰竜太
- 宮崎美子
- 森口博子
- 山口もえ
- 渡辺美奈代

など

## リポーター
- 安達祐実
- 天地真理：フィンガー5を捜索
- 有賀さつき：磯村尚徳を捜索
- 安西ひろこ
- 池谷幸雄：ナディア・コマネチ、小林孝志、横山樹理、松野明美などスポーツ選手を多数捜索
- 市川森一：金賢姫を捜索
- 稲川淳二：子門真人、新田恵利、ショーン・シェパードなどを捜索
- ウガンダ・トラ：渚ゆう子を捜索
- 内山信二：真下このみを検索
- 大木凡人：アダモ、オヨネーズ、殿さまキングス、イヴなどを捜索
- 大澄賢也：シルビア・クリステル、荒木久美子、アイリーン・キャラなど多数捜索
- 大東めぐみ：岸部シロー、いかだハウスの主人などを捜索
- 岡本夏生：ユリ・ゲラー、加勢大周などを捜索
- 緒方かな子
- 岸部シロー：宜保愛子を捜索
- くまきりあさ美
- ザ・たっち
- 桜庭あつこ
- 猿岩石：兼高かおるを捜索
- 島崎俊郎：ブッチー武者、人面魚、カッタくんなどを捜索
- 島崎和歌子：花島優子を捜索
- 清水圭：清水健太郎を捜索
- 笑福亭笑瓶
- 鈴木君枝：松崎真を捜索
- せんだみつお：ザ・デストロイヤー、水森亜土、チャダなどを捜索
- そのまんま東
- タカアンドトシ
- 高部知子
- 高知東生：河野和洋を捜索
- 高原兄：ヘドバとダビデ、カブキロックスを捜索
- 高杢禎彦：畑中葉子、原田真二、桑江知子などを捜索
- 武内由紀子：MCハマーを捜索
- ダチョウ倶楽部：うなずきトリオ、ミッキー・マッケンジー(肥後克広単独)などを捜索
- 田中星児：斉藤こず恵を捜索
- ダニエル・カール：アントン・ウィッキーを捜索
- ダンプ松本: ビューティーペアを捜索
- ツートン青木
- つぶやきシロー：お言葉少女、松本竜助などを捜索
- デヴィ夫人：イメルダ・マルコスを捜索
- 長井秀和
- なぎら健壱：千賀かほるなどを捜索
- 錦野旦：牧村旬子、エミー・ジャクソンなどを捜索
- 西村知美：エマニエル坊やを捜索
- 野々村真：八神純子、ピュンピュン、日高のり子、三ツ矢雄二など多数捜索
- パイレーツ：正司敏江・玲児、浪越徳治郎、松鶴家千とせなどを捜索
- 羽賀研二：ドン川上、ツィッギー、マーク・レスター、トレイシー・ハイドなど多数捜索
- 林家木久蔵（現・林家木久扇）：タン・ランファ（楊夫人CM女優）を捜索
- 春一番：アブドーラ・ザ・ブッチャー、レジー・ベネットなどを捜索
- 彦摩呂
- 藤森夕子：ベイ・シティ・ローラーズを捜索
- 細川ふみえ：レジー・ベネットを捜索
- 松野明美：ガブリエラ・アンデルセン、ジョセフ・オツオリなどを捜索
- 松村邦洋：林キセ子、松本ちえこ、杉村尚美などを捜索
- 円広志：伊藤敏博、クリスタルキングなどを捜索
- まねだ聖子：ジェフ・ニコルズを捜索
- マリアン：レナード・ニモイを捜索
- 恵俊彰：ローバー美々を捜索
- 山田隆夫：松崎真を捜索
- ヨネスケ：ニカウなどを捜索
- 若林正人：ジャネット・リン、石田真二、鐘ヶ江管一、青木盛久などを捜索
- 渡部絵美：若林のジャネット・リン捜索に同行
- 和田勉：ベン・ジョンソンを捜索

など

## 過去に扱われた著名人

### 芸能人

#### あ行
- アイリーン・キャラ
- 青山ちはる
- 青山ミチ
- アグネス・ラム
- 麻上洋子：「宇宙戦艦ヤマト」の森雪役の声役。
- 阿部寛[注釈 1]
- 天地真理
- アニータ・カステロ
- 荒木久美子
- 安西マリア
- アントン・ウィッキー
- 市井由理
- 和泉雅子
- 磯村尚徳
- 伊藤咲子
- 伊藤敏博：出演した際に当時国鉄の富山駅で勤務しながら曲をだした「サヨナラ模様」を富山駅のホームで歌った。
- イヴ
- 上杉昇
- うなずきトリオ：「漫才ブーム」の落ちこぼれとして紹介された
- エマニエル坊や
- エミー・ジャクソン：「涙の太陽」を熱唱した。
- M.C.ハマー
- 大内義昭
- 小沢健二
- 小田かおる
- オナッターズ
- おニャン子クラブ：会員番号1番 - 52番の消息について公開
- オヨネーズ

#### か行
- 甲斐智枝美：元アイドル歌手。1990年に結婚芸能界引退から13年ぶりに番組に出演したがその3年後に世を去り、生涯最後のテレビ出演となった。
- カケフくん：1980年代に活躍した名子役。
- 加勢大周
- 鹿取洋子
- カブキロックス
- 金子吉延：「仮面の忍者 赤影」の青影役
- 上岡龍太郎：お笑いトリオ『漫画トリオ』としてデビュー。当時の芸名は、「横山パンチ」。トリオ解散後は、司会者として活躍し、『探偵!ナイトスクープ』等が有名。
- カルロス・トシキ
- 川村ティナ
- KAN
- 元祖ムキムキマン
- 宜保愛子
- 久保田篤：初代「いいとも青年隊｣出身。現在は、パチプロとして活躍。別名「マンション久保田」。
- クリスタルキング
- 桑江知子
- ケニー・イースタディ：生まれつきの病気により上半身のみで生活している男性。「スケボーに乗った天使」等。
- 九重佑三子：新旧「コメットさん」で大場久美子とスタジオで主題歌をデュエットした
- 児島みゆき
- 小林ひとみ：出演した際に投げキッスが披露された
- 木ノ葉のこ
- こまどり姉妹

#### さ行
- さいた☆まんぞう
- 斉藤こず恵
- 斉藤哲夫：1980年当時に宮崎美子が出演し話題となったCMソングを歌った人物。出演の際に宮崎美子との共演を果たした。
- 斉藤祐子
- 坂口祐三郎：「仮面の忍者 赤影」の赤影役。2003年に死去した際に冥福を祈った。
- 佐良直美
- 桜田淳子
- サルヴァトール・アダモ
- 猿岩石
- SHIHO
- 清水健太郎:登場した際には必ずと言っていいほど「薬物と縁を断つ」と約束をしているもののことごとく破られている。
- 子門真人：本人の意志で撮影拒否されたため画面はすべてモザイク処理されていた。
- シャドウ・リュウ：「幽幻道士」のヒロイン「テンテン」役。
- 朱里エイコ
- 正司敏江・玲児
- 松鶴家千とせ
- ショーン・シェパード
- シルビア・クリステル：「エマニエル夫人」に主演した女優。エマニエル繋がりでエマニエル坊やと共演した。
- 杉村尚美：フォークグループ「日暮し」の元ボーカルで「い・に・し・え」がヒット。ソロ歌手転向後も「サンセット・メモリー」がブレイク、当番組内で歌唱した。
- Sugar：出演時にメンバーの1人であった「モーリ」が死去していたために「ミキ」「クミ」の2人だけの出演となった。

#### た行
- t.A.T.u.：出演時に「ドタキャン」などの各不祥事についてを反省した。
- 大事MANブラザーズバンド
- 高田みづえ
- 高野浩和：「スクール☆ウォーズ」の「イソップ」役。「アートネイチャー」に勤務していることが判明する。その後、各局の同種番組に多数出演する。
- ダン池田：1985年に当時人気タレントに対する暴露本出版で騒がれ芸能界を引退したバンドマスター。取り上げた当時にカラオケ学校を経営していたことが判明したが、生前事実上最後のテレビ番組出演となった。
- タン・ランファ
- 千賀かほる
- チャダ：初のインド出身演歌歌手。
- ツィッギー
- つぶやきシロー
- 戸川純
- 殿さまキングス
- トレイシー・ハイド：「小さな恋のメロディ」主演。
- ドン川上

#### な行
- 中原理恵
- 渚ゆう子
- ニカウ：「ブッシュマン」に出演したナミビア・サン人俳優。
- 西川和孝：「子連れ狼」に出演した元子役。1996年当時に特集されたが、それから3年後に事件を起こす。
- 新田恵利：おニャン子クラブ会員番号4番。
- ニャンギラス
- ノーランズ
- 野呂圭介

#### は行
- パイレーツ：2人揃って、自慢の巨乳をアピールするギャグ「だっちゅ～の。」で、一世を風靡した巨乳お笑いコンビ。
- 畑中葉子：「カナダからの手紙」を熱唱した女優。
- 花島優子：元アイドル。美少女仮面ポワトリンのヒロイン役で一世を風靡し、1995年に引退後、2002年に芸能界復帰。
- 林キセ子：英会話スクール「NOVA」のCMに主演した女性。「NOVAおばさん」の愛称で親しまれた。
- 早瀬久美：「おれは男だ!」で共演した森田健作との共演を果たした。
- 原田潤：「熱中時代」に出演し主題歌を歌った元子役。
- 原田真二
- 日景忠男：沖雅也の義父。喫茶店経営（現在は閉店）。
- 日髙のり子：「タッチ」の浅倉南の声役。出演した際にスタジオで主人公の上杉達也の声役であった三ツ矢雄二との共演を果たした。
- ビビアン・スー：台湾の女性タレント
- 平田隆夫とセルスターズ：メンバーの一人であったみみんあいは蒲田で居酒屋を経営。
- 平野雅昭：「演歌チャンチャカチャン」を歌ったサラリーマン兼歌手
- フィンガー5：スタジオでの観客者による知名度95%の最高数字を出して出演者・観客者を驚かせた。その後番組の常連出演者でもあった。
- ブッチー武者
- プリティ長嶋：長嶋茂雄のそっくりさん。
- 古谷徹：「巨人の星」の星飛雄馬の声役。出演した際に当番組のナレーター・山本圭子、皆口裕子とともに共演した。
- ベイ・シティ・ローラーズ
- ヘドバとダビデ
- 保積ぺぺ：目黒区で餃子専門飲食店を経営していることが判明（現在は閉店）。

#### ま行
- 牧冬吉：「仮面の忍者 赤影」の白影役。
- マギー・ミネンコ
- 間下このみ：1980年代に活躍した元子役スター。
- マーク・レスター：「小さな恋のメロディ」主演。
- 松崎真：「笑点」の座布団運びの後任山田隆夫との共演を果たした。
- 松村和子
- 松本ちえこ
- 水森亜土
- ミッキー・マッケンジー：水谷豊の前妻。
- 皆川おさむ：「黒猫のタンゴ」を熱唱した元子役。
- 皆口裕子：「YAWARA!」の猪熊柔役の声優。出演した際に当番組のナレーター・山本圭子、古谷徹とともに共演した。
- 宮脇康之：1990年代後半から2000年代初頭にかけて各局の同種番組に多数出演した

#### や行
- 八神純子
- 藪本雅子
- 山本圭子：「天才バカボン」のバカボンの声役で、当番組のナレーターである。出演した際に古谷徹、皆口裕子と共演した。
- 祐子と弥生
- ゆーとぴあ
- 四方晴美

#### ら行
- リンリン・ランラン
- ルビー・モレノ
- レナード・ニモイ
- ローバー美々

#### わ行
- 若人あきら（現：我修院達也）
- わらべ：高部知子が起こした「ニャンニャン事件」以来、約12年ぶりにメンバー3人が番組でそろった。

### スポーツ選手

#### 野球
- ウォーレン・クロマティ
- 河野和洋：「松井秀喜5打席連続敬遠」を起こした明徳義塾野球部の投手。当時星稜高校の選手であった松井秀喜に対しての5打席連続敬遠して問題となった。
- ランディ・バース（池谷幸雄が、ナディア・コマネチを捜索するためオクラホマ州に出向いたところ、飛び入り出演した。）

#### プロレス
- アブドーラ・ザ・ブッチャー
- キラー・カーン
- ザ・デストロイヤー
- サンダー杉山
- ビューティ・ペア：ジャッキー佐藤とマキ上田がスタジオで「かけめぐる青春」を歌った。1995年10月放送当時に出演した4年後にジャッキー佐藤が死去したために自番組で追悼特集が行われた。
- ミミ萩原
- レジー・ベネット：ピップフジモトのCMで一躍脚光を浴びた女子プロレスラー。

#### 陸上選手
- ガブリエラ・アンデルセン：元陸上・長距離走選手。ロサンゼルスオリンピックの女子マラソンで、ゴール直前にフラフラになりながらも完走した。
- ベン・ジョンソン：元陸上・短距離走選手。ソウルオリンピック男子100mでは当時の世界新記録で優勝したが、ドーピング検査に引っ掛かり、金メダル剥奪となった。
- ジョセフ・オツオリ：陸上・長距離走選手で「箱根駅伝」の名ランナー。山梨学院大学の選手で2区に出場した。

#### その他のスポーツ
- 小林孝至：元アマチュアレスリング選手。1988年ソウルオリンピックで金メダリストとなったが、金メダルを紛失してしまった（その後金メダルは無事に発見）ことを主に取り上げられた。
- ジャネット・リン：元フィギュアスケート選手。1972年札幌オリンピックではフリー演技で転倒しても観客に笑顔をふりまき、銅メダルを獲得した。
- 中山律子：元プロボウリング選手。女子プロ初のパーフェクトゲームを達成、「さわやか律子さん」のCMでも話題となった。
- ナディア・コマネチ：1976年モントリオールオリンピックで活躍した元体操選手。リポーター池谷幸雄とコマネチの夫の3人でビートたけしのギャグ「コマネチ」を披露した。
- 横山樹理：元バレーボール選手。モントリオールオリンピックの金メダリスト。出演した際には現役当時からかけ離れた肥満体形となり、同種番組が何度も取り上げた。

### その他の人物
番組のメインとして最後に特集されることが多い。
- 青木盛久：在ペルー日本大使公邸占拠事件に遭遇した駐ペルー特命全権大使。記者会見での喫煙が問題に。
- アジャコシ・フェレンツ：医療器具会社「スタイリー」のハンガリー人社長。1995年3月の第1回の放送中でスタジオに駆け付けた。
- アントン・ウィッキー：「ズームイン!!朝!」にレギュラー出演したスリランカ人。
- 石田真二：「日本航空」の元機長。よど号ハイジャック事件時に操縦していた人物。
- 泉アツノ：占い師で「こんなんの出ましたけどー」が1990年の流行語となった。
- イメルダ・マルコス：フィリピンのフェルディナンド・マルコス大統領夫人。
- 大貫久男：1980年に銀座で一億円を拾ったトラック運転手。出演した際に習字で「金運」と書いた。2000年に死去した際に番組で冥福を祈った。
- 鐘ヶ江管一：雲仙普賢岳噴火の時の島原市長。白い長髭がトレードマークだった。
- 金賢姫：大韓航空機爆破事件の北朝鮮の元工作員の女性。
- 栗良平：「一杯のかけそば」の作者。
- 兼高かおる：「兼高かおる世界の旅」の司会者。
- コンスタンティン・スコロプイシュヌイ：3歳だった1990年に熱湯で全身火傷を負ったサハリン在住の男性。取り扱われた人物での最年少12歳であった。
- ジェフ・ニコルス：松田聖子の元恋人。
- 千石イエス
- 中西ミツ子：神楽坂の芸妓で宇野宗佑から愛人関係を打診されたが断り、このような人物が日本の総理であってはならないと考えマスコミにリークする。これにより第15回参議院議員通常選挙惨敗や内閣退陣に追い込んだ。
- 浪越徳治郎：指圧療法医師。取り扱われた人物での最年長91歳。マリリン・モンローが来日した際に治療したことを話題にした。
- ファン・ティー・キムフック：ベトナム戦争の最中に撮影した写真に写っている裸の少女。
- 三浦良枝：ロス疑惑で知られる三浦和義の再婚相手。番組には夫の和義と共に出演した。
- ミハイル・ゴルバチョフ：最初で最後のソビエト連邦大統領。
- 森脇良佳：「お言葉少女」として話題となった人物。
- ユリ・ゲラー：スプーン曲げの超能力師。
- 横井庄一：1972年までグアムに残った元日本兵。同じ名古屋市出身のきんさん・ぎんさんと共に出演した
- 横山昭二：麻原彰晃担当の元弁護士。後に同種番組に多数出演する。

### 人間以外の生物
- エリマキトカゲ
- オリバー君：チンパンジー
- カッタくん：幼稚園に住み着いたペリカン。2008年没。
- 人面魚
- ピュンピュン：「家なき子」のヒロインの相方であるリュウを演じた犬。
- ヒョウ：1986年当時に松島トモ子がアフリカで取材した際に襲いかかってきた猛獣。
- 矢ガモ：1993年に上野公園で体にボウガンが突き刺さったオナガガモ。番組では結局見つけることができなかった。

など

## ナレーター
- 根岸雄一（番組初期）
- 乱一世（根岸の没後から）
- 郷里大輔（根岸の没後から）
- 山本圭子
  - 上記の通り、ビデオで顔出し出演している。
- 難波圭一

## スタッフ
- 構成 : 沢口義明、後藤直、はっしー橋本(橋本敦司)、高梨武志、倉野満（高梨・倉野→以前はリサーチ）
- リサーチ : 張眞英、坂本茜、黒木公彦、安藤房子
- SW : 鈴木康介、村松明（村松→以前は映像）
- 映像 : 高梨正利、三井隆裕
- カメラ : 中川昭生、榎本丈之、渡辺滋雄、山田祐一
- 照明 : 細川登喜二、吉松耕司、高橋明宏、浅見俊一、山本智浩、中瀬有紀、勝田文雄、谷田部恵美、内藤晋
- 調整 : 貫井克次郎、矢田部昭、塩原和益、杉本裕治、佐久間治雄、八木一夫、鈴木雄仁、落合俊輔、別当亮、斉藤孝之、佐藤満、三山隆浩
- 音声 : 鈴木詳司、鈴木佳一、大竹弘一、大島康彦、古川誠一、村上正、池田正義、白水英国
- TM : 湯本典行、新開宏、秋山真、福王寺貴之、小椋敏宏
- バーチャル : 大竹潤一郎、神崎正斗（神崎→以前は映像）
- 中継技術 : 日本テレビビデオ
- 技術協力 : テクノマックス
- 美術 : 石川啓一郎、高田保、石附千秋、磯村英俊（磯村→以前はデザイン）、高津光一郎
- デザイン : 久保玲子
- 装置 : 小杉正裕、秋山航大、堀政彦、南谷祥、苑田英和
- 装飾 : 小川洋一、吉田浩、福田健治
- オブジェ : 和田修吾
- 電飾 : 横山仁美、宮澤京子、稲葉光宣、須藤幸恵
- 美術協力 : 日本テレビアート
- コーディネーター : 小竹四朗、スミス・セイコ、面高昌司ほか
- 編集 : 相沢英直、竹内博志、鈴木順子、丸山由典、長岡隆ー、二戸部光ー
- MA : 冨安俊明、組谷康司、菅井裕一、山崎秀二
- 音効→音楽効果 : 高田暢也、橋本いづみ、島野高ー、中山和人
- FM : 小松龍二
- TK : 塚越倫子、橋本美幸
- DSS : 佛田珠美、中島弘美（中島→以前は演出補）
- CG : 樋口雅克
- ロゴデザイン : 佐藤雅樹
- 音楽監督 : 本橋武夫（以前は音楽プロデューサー）
- アレンジ : しかたたかし
- スタイリスト : MINNIE
- 編成 : 中井信介、小松良徳、広瀬健一、田中芳樹
- 広報 : 立柗典子、大関雅人、西室由香里、小串理江、高橋修之、八田元彦、笹木奈緒美
- 演出補 : 赤星元子、増澤聡子、宮城達也、松井ガサ子、新妻周一、冨樫がさ男、荒木みどり、羽賀裕歌子、鷲見直美、小野隆史、佐藤智子、岡田卓也、野口阿呆吉、中村鳶職、中村賢治、松浦あゆみ、品田圭介、鈴木美由樹、佐賀寛、大江佳世、川口かおり、榎本広貴、城田康治、芳賀亜矢子、赤城雄太、井上春菜、松野真希子、村田真之、松下貴之、加藤岳
- デスク : 柏木隆、安永美和、高嶋晃子
- 制作進行 : 八重沢亮
- AP : 城戸可路、山子千鶴、田中美穂子、石井悦美、白石美穂子、菅原由芳、熊田靖士（熊田→以前はディレクター→制作進行）、三門綾子、有吉有美
- 制作協力:オフィスオークウッド、mondo、CR-NEXUS、トップシーン、ユニオン映画、AJITO、東阪企画、オフィス・ケーアール、LUCAS、NTV映像センター、日本テレビエンタープライズ
- ディレクター : 千葉知紀、吉田剛、橋本浩光、大澤葉子、杉浦良夫、萩原友秀、小林英丘、関根敦史、三嶋敏裕、森下景右、峰添忠、佐藤仁、市原和歌子、海野大輔、青木淳一郎、渡辺政次、鈴木香代、鈴木明彦（鈴木明→以前はディレクター→プロデューサー）、川上克己、秋永駱駝、渡辺恭三、縫田輝久、藤井耕介、堀井穂高、児島良周、松原秀也、飯干友樹、松尾隆司、佐々木宏帆、辻野伸行、秋山健一郎、加藤由香理、浅井忠、松井恵美、瀬戸雄二、藤好耕、山崎敏光、成田理、高村和宏、竹谷和樹、鈴木利夫、松原琉球、箕野ちえみ、小倉美明、木村憲(犬)（木村→以前は演出補）、麻原篤、高橋新児、奥嶋哲典、大野聰介、佐藤恭也、森田拡貴、山川卓也、石川秀樹、藤田信太郎、畑中真治、富安いたる、たぐちゆたか、近藤創、小川剛、鈴木孝弥、折田俊一郎、島田総一郎（島田→以前はディレクター►制作進行）、石田一利、武井拓道、井上公志、鈴木潤一郎、田中大瑞、向賢、相川武史、明石武司、佐藤三生、吉濱明秀、狩野丈志
- プロデューサー : 藤川和彦、大野彰作、竹内尊実、環真吾、脇山浩一、面髙昌義（面髙→以前はデスク）、新井正明、中川幸美、山口一美、大田貴史、池田潤、山岡さゆり、岡田五知信、小泉哲朗、武井泉、加藤晋也、富澤正義、前田憲昭、八木田祐子、坂田亨（大野・大田→以前はディレクター、小泉・八木田→以前はAP）ほか
- 企画・総合演出・プロデューサー : 尼崎昇（以前はプロデューサー・総合演出→企画・演出・プロデューサー）
- チーフプロデューサー : 森岡正彦→齋藤三朗→林隆一郎（以前は編成）→柏木登→小湊義房→石澤顕→中山良夫→政橋雅人
- 製作著作:日本テレビ